# مارك برينان
مارك برينان (بالإنجليزية: Mark Brennan)‏ (10 أبريل 1965 في المملكة المتحدة - ) هو لاعب كرة قدم بريطاني في مركز الوسط. شارك مع منتخب إنجلترا تحت 21 سنة لكرة القدم. أما مع النوادي، فقد لعب مع أولدهام أثلتيك وإيبسويتش تاون ومانشستر سيتي ونادي سيدني أوليمبيك ونادي ميدلزبره وكانفي آيلاند وسانت جورج ساينتس ‏ وبيليريكاي تاون وداغنهام وريدبريدج وGuangdong Winnerway F.C. ‏.

## وصلات خارجية
- مارك برينان على موقع قاعدة بيانات كرة القدم.إي يو (الإنجليزية)
- مارك برينان على موقع Soccerbase.com (لاعب) (الإنجليزية)
- مارك برينان على موقع عالم كرة القدم.نت (الإنجليزية)